# Костёр бесплодный
Костёр бесплодный (лат. Bromus sterilis) — вид однодольных растений рода Костёр (Bromus) семейства Злаки (Poaceae). Вид впервые описан шведским систематиком Карлом Линнеем в 1753 году.
В некоторых источниках (включая русскоязычные) растение рассматривают как представителя рода Неравноцветник (Anisantha), описывая его под названием Anisantha sterilis (в связи с этим другое русское название — неравноцветник бесплодный). Отмечаются заметные отличия в строении костреца бесплодного от прочих представителей рода Костёр.

## Описание
Однолетнее или двулетнее травянистое растение высотой 30—80 см. Листорасположение очерёдное. Листья простые, с гладким краем, ланцетной либо линейной формы. Соцветие — колос, несёт цветки размером менее 1 см. Плод — зерновка жёлтого цвета.

## Распространение
Встречается в Азии, в Африке, на юге, западе и востоке Европы, на Кавказе. Занесён в Финляндию, США, Австралию, Новую Зеландию. Описан из местности в графстве Суррей (Великобритания).

## Значение
Инвазивный вид. Известен как злостное сорное растение (засоритель). Конкурирует с рядом важных сельскохозяйственных культур, такими как свёкла, нут, подсолнечник, ячмень, чечевица, пшеница, конские бобы. Ко всему прочему, поедание растения животными негативно сказывается на их здоровье.

## Синонимы
Среди многих синонимичных названий таксона:
- Anisantha sterilis (L.) Nevski
- Zerna sterilis (L.) Panz.